# Antonij (Doronin)
Antonij (světským jménem: Denis Valentinovič Doronin; * 18. prosince 1980, Baku) je ázerbájdžánský duchovní Běloruské pravoslavné církve a arcibiskup grodněnský a vaŭkavyský.

## Život
Narodil se 18. prosince 1980 v Baku. Roku 1986 se rodina přestěhovala do Běloruska.
Roku 1998 dokončil střední školu a nastoupil na Minský duchovní seminář. Následně pokračoval ve studiu na Minské duchovní akademii. Po druhém ročníku akademie byl poslán na studia do Pravoslavného centra Konstantinopolského patriarchátu v Chambésy (Švýcarsko).
Od února 2007 byl hypodiákonem metropolity minského a sluckého Filareta (Vachromejeva) a 1. listopadu se stal referentem oddělení pro vztahy s veřejností minské eparchie.
Dne 14. listopadu 2009 byl v Žyrovickém monastýru metropolitou Filaretem postřižen na monacha se jménem Antonij na počest svatého Antonína Římského. Dne 28. srpna byl rukopoložen na jerodiákona. Stal se diákonem katedrálního chrámu svatého Ducha v Minsku. Byl také osobním sekretářem metropolity Filareta.
Od října 2010 do června 2011 studoval kanonické právo na Celocírkevním postgraduálním a doktorském studiu v Moskvě. Během studia byl 6. dubna 2010 rukopoložen na jeromonacha a byl jmenován duchovním katedrálního chrámu. Dne 15. prosince byl povýšen na igumena.
Od prosince 2011 přednášel církevní historii na Minském duchovním semináři a 7. ledna následujícího roku získal hodnost archimandrity. Od října 2012 přednášel na akademii liturgické bohosloví a 5. ledna byl jmenován asistentem rektora akademie a semináře.
Dne 24. listopadu 2012 dokončil pedagogickou fakultu Běloruské státní pedagogické univerzity Maksima Tanka se specializací pedagog-psycholog.
Dne 26. února 2014 byl jmenován vedoucím pro záležitosti Běloruského exarchátu a stal se členem Synodu.
Dne 22. září 2014 se Synod Běloruské pravoslavné církve obrátil na Svatý synod, aby zřídil novou sluckou eparchii a jmenoval archimandritu Antonije jejím biskupem. Dne 23. října Svatý synod žádosti vyhověl.
Dne 11. listopadu 2014 byl oficiálně jmenován biskupem a 3. ledna 2015 proběhla v chrámu Zesnutí přesvaté Bohorodice v Moskvě jeho biskupská chirotonie. Hlavním světitelem byl patriarcha moskevský a celé Rusi Kirill.
Dne 24. března 2016 byl osvobozen od funkce vedoucího pro záležitosti Běloruského exarchátu a 9. června 2021 byl převeden na grodněnskou katedru. Dne 21. září 2021 byl povýšen na arcibiskupa.